# 1696
Portal Geschichte | Portal Biografien | Aktuelle Ereignisse | Jahreskalender | Tagesartikel

◄ |
16. Jahrhundert |
17. Jahrhundert
| 18. Jahrhundert | ►

◄ |
1660er |
1670er |
1680er |
1690er
| 1700er | 1710er | 1720er | ►

◄◄ |
◄ |
1692 |
1693 |
1694 |
1695 |
1696
| 1697 | 1698 | 1699 | 1700 | ► | ►►
Staatsoberhäupter  · Nekrolog   · Musikjahr
| Januar | Januar | Januar | Januar | Januar | Januar | Januar | Januar |
| Kw     | Mo     | Di     | Mi     | Do     | Fr     | Sa     | So     |
| ------ | ------ | ------ | ------ | ------ | ------ | ------ | ------ |
| 52     |        |        |        |        |        |        | 1      |
| 1      | 2      | 3      | 4      | 5      | 6      | 7      | 8      |
| 2      | 9      | 10     | 11     | 12     | 13     | 14     | 15     |
| 3      | 16     | 17     | 18     | 19     | 20     | 21     | 22     |
| 4      | 23     | 24     | 25     | 26     | 27     | 28     | 29     |
| 5      | 30     | 31     |        |        |        |        |        |

| Februar | Februar | Februar | Februar | Februar | Februar | Februar | Februar |
| Kw      | Mo      | Di      | Mi      | Do      | Fr      | Sa      | So      |
| ------- | ------- | ------- | ------- | ------- | ------- | ------- | ------- |
| 5       |         |         | 1       | 2       | 3       | 4       | 5       |
| 6       | 6       | 7       | 8       | 9       | 10      | 11      | 12      |
| 7       | 13      | 14      | 15      | 16      | 17      | 18      | 19      |
| 8       | 20      | 21      | 22      | 23      | 24      | 25      | 26      |
| 9       | 27      | 28      | 29      |         |         |         |         |

| März | März | März | März | März | März | März | März |
| Kw   | Mo   | Di   | Mi   | Do   | Fr   | Sa   | So   |
| ---- | ---- | ---- | ---- | ---- | ---- | ---- | ---- |
| 9    |      |      |      | 1    | 2    | 3    | 4    |
| 10   | 5    | 6    | 7    | 8    | 9    | 10   | 11   |
| 11   | 12   | 13   | 14   | 15   | 16   | 17   | 18   |
| 12   | 19   | 20   | 21   | 22   | 23   | 24   | 25   |
| 13   | 26   | 27   | 28   | 29   | 30   | 31   |      |

| April | April | April | April | April | April | April | April |
| Kw    | Mo    | Di    | Mi    | Do    | Fr    | Sa    | So    |
| ----- | ----- | ----- | ----- | ----- | ----- | ----- | ----- |
| 13    |       |       |       |       |       |       | 1     |
| 14    | 2     | 3     | 4     | 5     | 6     | 7     | 8     |
| 15    | 9     | 10    | 11    | 12    | 13    | 14    | 15    |
| 16    | 16    | 17    | 18    | 19    | 20    | 21    | 22    |
| 17    | 23    | 24    | 25    | 26    | 27    | 28    | 29    |
| 18    | 30    |       |       |       |       |       |       |

| Mai | Mai | Mai | Mai | Mai | Mai | Mai | Mai |
| Kw  | Mo  | Di  | Mi  | Do  | Fr  | Sa  | So  |
| --- | --- | --- | --- | --- | --- | --- | --- |
| 18  |     | 1   | 2   | 3   | 4   | 5   | 6   |
| 19  | 7   | 8   | 9   | 10  | 11  | 12  | 13  |
| 20  | 14  | 15  | 16  | 17  | 18  | 19  | 20  |
| 21  | 21  | 22  | 23  | 24  | 25  | 26  | 27  |
| 22  | 28  | 29  | 30  | 31  |     |     |     |

| Juni | Juni | Juni | Juni | Juni | Juni | Juni | Juni |
| Kw   | Mo   | Di   | Mi   | Do   | Fr   | Sa   | So   |
| ---- | ---- | ---- | ---- | ---- | ---- | ---- | ---- |
| 22   |      |      |      |      | 1    | 2    | 3    |
| 23   | 4    | 5    | 6    | 7    | 8    | 9    | 10   |
| 24   | 11   | 12   | 13   | 14   | 15   | 16   | 17   |
| 25   | 18   | 19   | 20   | 21   | 22   | 23   | 24   |
| 26   | 25   | 26   | 27   | 28   | 29   | 30   |      |

| Juli | Juli | Juli | Juli | Juli | Juli | Juli | Juli |
| Kw   | Mo   | Di   | Mi   | Do   | Fr   | Sa   | So   |
| ---- | ---- | ---- | ---- | ---- | ---- | ---- | ---- |
| 26   |      |      |      |      |      |      | 1    |
| 27   | 2    | 3    | 4    | 5    | 6    | 7    | 8    |
| 28   | 9    | 10   | 11   | 12   | 13   | 14   | 15   |
| 29   | 16   | 17   | 18   | 19   | 20   | 21   | 22   |
| 30   | 23   | 24   | 25   | 26   | 27   | 28   | 29   |
| 31   | 30   | 31   |      |      |      |      |      |

| August | August | August | August | August | August | August | August |
| Kw     | Mo     | Di     | Mi     | Do     | Fr     | Sa     | So     |
| ------ | ------ | ------ | ------ | ------ | ------ | ------ | ------ |
| 31     |        |        | 1      | 2      | 3      | 4      | 5      |
| 32     | 6      | 7      | 8      | 9      | 10     | 11     | 12     |
| 33     | 13     | 14     | 15     | 16     | 17     | 18     | 19     |
| 34     | 20     | 21     | 22     | 23     | 24     | 25     | 26     |
| 35     | 27     | 28     | 29     | 30     | 31     |        |        |

| September | September | September | September | September | September | September | September |
| Kw        | Mo        | Di        | Mi        | Do        | Fr        | Sa        | So        |
| --------- | --------- | --------- | --------- | --------- | --------- | --------- | --------- |
| 35        |           |           |           |           |           | 1         | 2         |
| 36        | 3         | 4         | 5         | 6         | 7         | 8         | 9         |
| 37        | 10        | 11        | 12        | 13        | 14        | 15        | 16        |
| 38        | 17        | 18        | 19        | 20        | 21        | 22        | 23        |
| 39        | 24        | 25        | 26        | 27        | 28        | 29        | 30        |

| Oktober | Oktober | Oktober | Oktober | Oktober | Oktober | Oktober | Oktober |
| Kw      | Mo      | Di      | Mi      | Do      | Fr      | Sa      | So      |
| ------- | ------- | ------- | ------- | ------- | ------- | ------- | ------- |
| 40      | 1       | 2       | 3       | 4       | 5       | 6       | 7       |
| 41      | 8       | 9       | 10      | 11      | 12      | 13      | 14      |
| 42      | 15      | 16      | 17      | 18      | 19      | 20      | 21      |
| 43      | 22      | 23      | 24      | 25      | 26      | 27      | 28      |
| 44      | 29      | 30      | 31      |         |         |         |         |

| November | November | November | November | November | November | November | November |
| Kw       | Mo       | Di       | Mi       | Do       | Fr       | Sa       | So       |
| -------- | -------- | -------- | -------- | -------- | -------- | -------- | -------- |
| 44       |          |          |          | 1        | 2        | 3        | 4        |
| 45       | 5        | 6        | 7        | 8        | 9        | 10       | 11       |
| 46       | 12       | 13       | 14       | 15       | 16       | 17       | 18       |
| 47       | 19       | 20       | 21       | 22       | 23       | 24       | 25       |
| 48       | 26       | 27       | 28       | 29       | 30       |          |          |

| Dezember | Dezember | Dezember | Dezember | Dezember | Dezember | Dezember | Dezember |
| Kw       | Mo       | Di       | Mi       | Do       | Fr       | Sa       | So       |
| -------- | -------- | -------- | -------- | -------- | -------- | -------- | -------- |
| 48       |          |          |          |          |          | 1        | 2        |
| 49       | 3        | 4        | 5        | 6        | 7        | 8        | 9        |
| 50       | 10       | 11       | 12       | 13       | 14       | 15       | 16       |
| 51       | 17       | 18       | 19       | 20       | 21       | 22       | 23       |
| 52       | 24       | 25       | 26       | 27       | 28       | 29       | 30       |
| 1        | 31       |          |          |          |          |          |          |

| Januar | Januar | Januar | Januar | Januar | Januar | Januar | Januar |
| Kw     | Mo     | Di     | Mi     | Do     | Fr     | Sa     | So     |
| ------ | ------ | ------ | ------ | ------ | ------ | ------ | ------ |
| 52     |        |        |        |        |        |        | 1      |
| 1      | 2      | 3      | 4      | 5      | 6      | 7      | 8      |
| 2      | 9      | 10     | 11     | 12     | 13     | 14     | 15     |
| 3      | 16     | 17     | 18     | 19     | 20     | 21     | 22     |
| 4      | 23     | 24     | 25     | 26     | 27     | 28     | 29     |
| 5      | 30     | 31     |        |        |        |        |        |

| Februar | Februar | Februar | Februar | Februar | Februar | Februar | Februar |
| Kw      | Mo      | Di      | Mi      | Do      | Fr      | Sa      | So      |
| ------- | ------- | ------- | ------- | ------- | ------- | ------- | ------- |
| 5       |         |         | 1       | 2       | 3       | 4       | 5       |
| 6       | 6       | 7       | 8       | 9       | 10      | 11      | 12      |
| 7       | 13      | 14      | 15      | 16      | 17      | 18      | 19      |
| 8       | 20      | 21      | 22      | 23      | 24      | 25      | 26      |
| 9       | 27      | 28      | 29      |         |         |         |         |

| März | März | März | März | März | März | März | März |
| Kw   | Mo   | Di   | Mi   | Do   | Fr   | Sa   | So   |
| ---- | ---- | ---- | ---- | ---- | ---- | ---- | ---- |
| 9    |      |      |      | 1    | 2    | 3    | 4    |
| 10   | 5    | 6    | 7    | 8    | 9    | 10   | 11   |
| 11   | 12   | 13   | 14   | 15   | 16   | 17   | 18   |
| 12   | 19   | 20   | 21   | 22   | 23   | 24   | 25   |
| 13   | 26   | 27   | 28   | 29   | 30   | 31   |      |

| April | April | April | April | April | April | April | April |
| Kw    | Mo    | Di    | Mi    | Do    | Fr    | Sa    | So    |
| ----- | ----- | ----- | ----- | ----- | ----- | ----- | ----- |
| 13    |       |       |       |       |       |       | 1     |
| 14    | 2     | 3     | 4     | 5     | 6     | 7     | 8     |
| 15    | 9     | 10    | 11    | 12    | 13    | 14    | 15    |
| 16    | 16    | 17    | 18    | 19    | 20    | 21    | 22    |
| 17    | 23    | 24    | 25    | 26    | 27    | 28    | 29    |
| 18    | 30    |       |       |       |       |       |       |

| Mai | Mai | Mai | Mai | Mai | Mai | Mai | Mai |
| Kw  | Mo  | Di  | Mi  | Do  | Fr  | Sa  | So  |
| --- | --- | --- | --- | --- | --- | --- | --- |
| 18  |     | 1   | 2   | 3   | 4   | 5   | 6   |
| 19  | 7   | 8   | 9   | 10  | 11  | 12  | 13  |
| 20  | 14  | 15  | 16  | 17  | 18  | 19  | 20  |
| 21  | 21  | 22  | 23  | 24  | 25  | 26  | 27  |
| 22  | 28  | 29  | 30  | 31  |     |     |     |

| Juni | Juni | Juni | Juni | Juni | Juni | Juni | Juni |
| Kw   | Mo   | Di   | Mi   | Do   | Fr   | Sa   | So   |
| ---- | ---- | ---- | ---- | ---- | ---- | ---- | ---- |
| 22   |      |      |      |      | 1    | 2    | 3    |
| 23   | 4    | 5    | 6    | 7    | 8    | 9    | 10   |
| 24   | 11   | 12   | 13   | 14   | 15   | 16   | 17   |
| 25   | 18   | 19   | 20   | 21   | 22   | 23   | 24   |
| 26   | 25   | 26   | 27   | 28   | 29   | 30   |      |

| Juli | Juli | Juli | Juli | Juli | Juli | Juli | Juli |
| Kw   | Mo   | Di   | Mi   | Do   | Fr   | Sa   | So   |
| ---- | ---- | ---- | ---- | ---- | ---- | ---- | ---- |
| 26   |      |      |      |      |      |      | 1    |
| 27   | 2    | 3    | 4    | 5    | 6    | 7    | 8    |
| 28   | 9    | 10   | 11   | 12   | 13   | 14   | 15   |
| 29   | 16   | 17   | 18   | 19   | 20   | 21   | 22   |
| 30   | 23   | 24   | 25   | 26   | 27   | 28   | 29   |
| 31   | 30   | 31   |      |      |      |      |      |

| August | August | August | August | August | August | August | August |
| Kw     | Mo     | Di     | Mi     | Do     | Fr     | Sa     | So     |
| ------ | ------ | ------ | ------ | ------ | ------ | ------ | ------ |
| 31     |        |        | 1      | 2      | 3      | 4      | 5      |
| 32     | 6      | 7      | 8      | 9      | 10     | 11     | 12     |
| 33     | 13     | 14     | 15     | 16     | 17     | 18     | 19     |
| 34     | 20     | 21     | 22     | 23     | 24     | 25     | 26     |
| 35     | 27     | 28     | 29     | 30     | 31     |        |        |

| September | September | September | September | September | September | September | September |
| Kw        | Mo        | Di        | Mi        | Do        | Fr        | Sa        | So        |
| --------- | --------- | --------- | --------- | --------- | --------- | --------- | --------- |
| 35        |           |           |           |           |           | 1         | 2         |
| 36        | 3         | 4         | 5         | 6         | 7         | 8         | 9         |
| 37        | 10        | 11        | 12        | 13        | 14        | 15        | 16        |
| 38        | 17        | 18        | 19        | 20        | 21        | 22        | 23        |
| 39        | 24        | 25        | 26        | 27        | 28        | 29        | 30        |

| Oktober | Oktober | Oktober | Oktober | Oktober | Oktober | Oktober | Oktober |
| Kw      | Mo      | Di      | Mi      | Do      | Fr      | Sa      | So      |
| ------- | ------- | ------- | ------- | ------- | ------- | ------- | ------- |
| 40      | 1       | 2       | 3       | 4       | 5       | 6       | 7       |
| 41      | 8       | 9       | 10      | 11      | 12      | 13      | 14      |
| 42      | 15      | 16      | 17      | 18      | 19      | 20      | 21      |
| 43      | 22      | 23      | 24      | 25      | 26      | 27      | 28      |
| 44      | 29      | 30      | 31      |         |         |         |         |

| November | November | November | November | November | November | November | November |
| Kw       | Mo       | Di       | Mi       | Do       | Fr       | Sa       | So       |
| -------- | -------- | -------- | -------- | -------- | -------- | -------- | -------- |
| 44       |          |          |          | 1        | 2        | 3        | 4        |
| 45       | 5        | 6        | 7        | 8        | 9        | 10       | 11       |
| 46       | 12       | 13       | 14       | 15       | 16       | 17       | 18       |
| 47       | 19       | 20       | 21       | 22       | 23       | 24       | 25       |
| 48       | 26       | 27       | 28       | 29       | 30       |          |          |

| Dezember | Dezember | Dezember | Dezember | Dezember | Dezember | Dezember | Dezember |
| Kw       | Mo       | Di       | Mi       | Do       | Fr       | Sa       | So       |
| -------- | -------- | -------- | -------- | -------- | -------- | -------- | -------- |
| 48       |          |          |          |          |          | 1        | 2        |
| 49       | 3        | 4        | 5        | 6        | 7        | 8        | 9        |
| 50       | 10       | 11       | 12       | 13       | 14       | 15       | 16       |
| 51       | 17       | 18       | 19       | 20       | 21       | 22       | 23       |
| 52       | 24       | 25       | 26       | 27       | 28       | 29       | 30       |
| 1        | 31       |          |          |          |          |          |          |

## Ereignisse

### Politik und Weltgeschehen

#### Russland / Großer Türkenkrieg
- April: Zar Peter I. von Russland beginnt im Russisch-Türkischen Krieg den Zweiten Asowfeldzug. Entlang den Flüssen Woronesch und Don rückt die russische Armee gegen Asow vor.
- 28. Juli: Die Russen unter General Alexej Schein erobern im Kampf gegen das Osmanische Reich die Asowsche Festung zurück.
- 26. August: Im Großen Türkenkrieg trennen sich Reichstruppen unter dem Befehl des Kurfürsten Friedrich August von Sachsen und ein zum Entsatz von Temeschwar herangeführtes osmanisches Heer unter Sultan Mustafa II. in der Schlacht an der Bega nach verlustreichen Kämpfen unentschieden.
- 20. Oktober: Die russische Duma beschließt auf Wunsch von Zar Peter I. den Aufbau einer Marine. Bereits im Mai werden 23 Galeeren und vier Brander in Dienst gestellt.
- 6. Dezember: Zar Peter gibt seine Pläne für eine Große Gesandtschaft der Bojarenduma bekannt. Die Bojaren reagieren mit Bestürzung auf die Pläne des Zaren.

#### Pfälzischer Erbfolgekrieg
- 29. August: Im Pfälzischen Erbfolgekrieg wird ein Separatfrieden zwischen Savoyen und Frankreich geschlossen, nachdem Savoyen die Augsburger Allianz verlassen hat. Frankreich gibt die eroberte Stadt Pinerolo zurück. Die Vermählung der Tochter von Viktor Amadeus I., Maria Adelaide von Savoyen, mit dem Dauphin von Frankreich, Louis de Bourbon soll den Vertrag von Turin festigen.
- 7. Oktober: Frankreich und das Herzogtum Savoyen auf der einen Seite, sowie Spanien und die österreichischen Habsburgermonarchie auf der anderen Seite schließen gegen Ende des Pfälzischen Erbfolgekrieges den Vertrag von Vigevano, mit dem Italien neutralisiert wird. Wilhelm III. von Oranien bezeichnet den Vertrag als „Verrat von Vigevano“. Eugen von Savoyen zieht seine Truppen aus Oberitalien ab, die damit für den Großen Türkenkrieg frei werden.

#### Weitere Ereignisse in Europa
- 17. Juni: Der polnische König Jan III. Sobieski stirbt. Um seine Nachfolge bewerben sich 18 Kandidaten, unter ihnen Jans Sohn Jakob Louis Heinrich Sobieski, der von Österreich unterstützt wird, der von Frankreich unterstützte François Louis de Bourbon, prince de Conti, und der sächsische Kurfürst Friedrich August I., der Starke.

#### Asien
- 13. Juni: Der chinesische Kaiser Kangxi besiegt die Dschungaren unter Khungtaidschi Galdan bei Dsuunmod.

### Wirtschaft
- 2. Mai: Mit der systematischen Einziehung der beschnittenen Münzen aus der Kipper- und Wipperzeit löst das englische Parlament die Englische Geldkrise aus.

### Kultur
- 25. Februar: Das Trauerspiel Mahumet II. von Reinhard Keiser hat seine Uraufführung am Theater am Gänsemarkt in Hamburg. Vermutlich wurde der osmanische Sultan Mehmed II. von Keiser als Vorbild genommen.
- 11. Juli: Kurfürst Friedrich III. von Brandenburg ruft die kurfürstliche Academie der Mahler-, Bildhauer- und Architecten-Kunst ins Leben, die heutige Akademie der Künste in Berlin.
- 27. Dezember: Die Uraufführung der Oper Il trionfo di Camilla regina de Volsci von Giovanni Bononcini erfolgt am Teatro San Bartolomeo in Neapel.
- Die Universitätsbibliothek in Halle (Saale), die heutige Universitäts- und Landesbibliothek Sachsen-Anhalt, wird gegründet.

### Gesellschaft

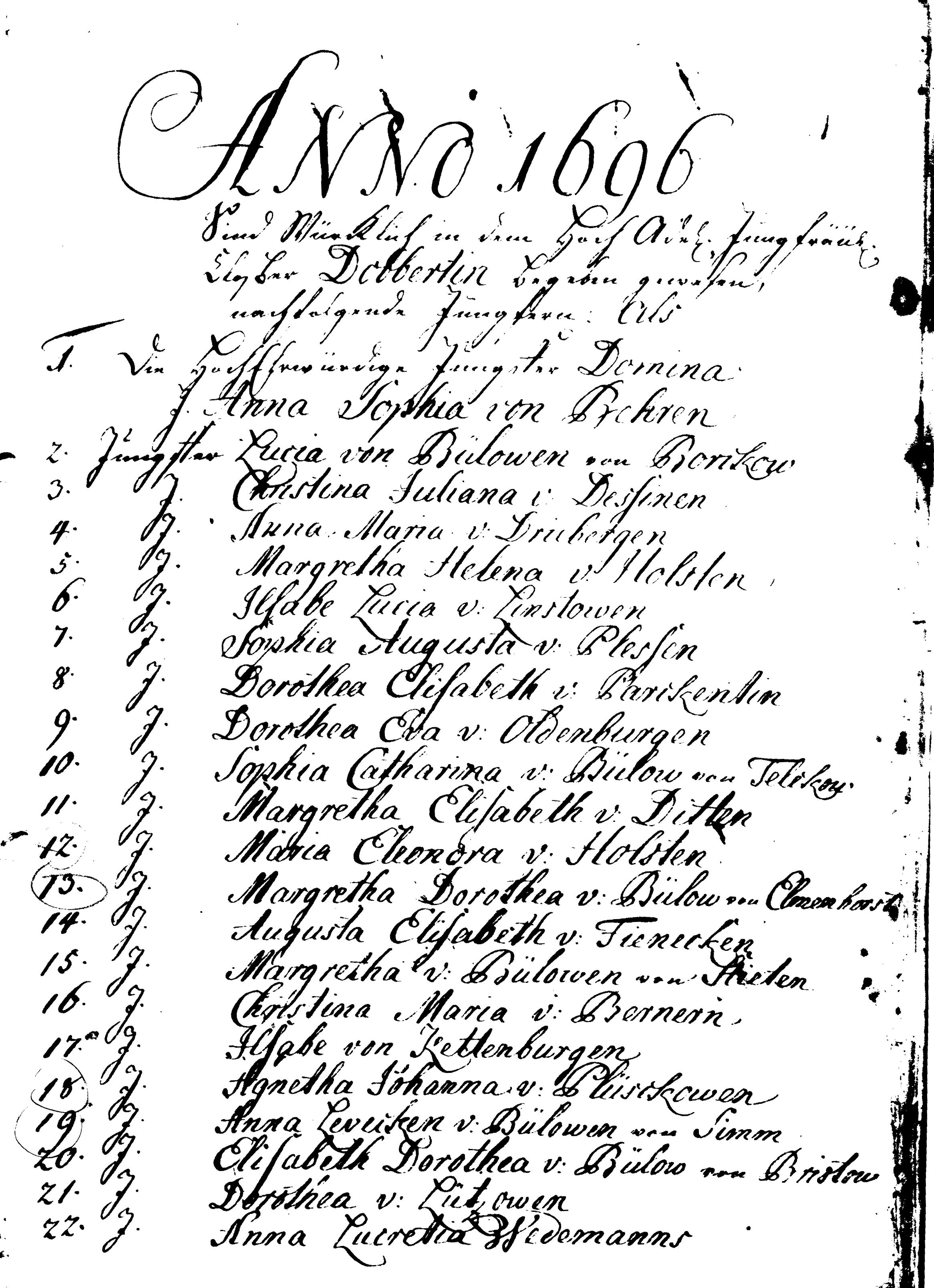
Erste Seite des Dobbertiner Einschreibebuchs

- Das Dobbertiner Einschreibebuch wird eröffnet.

### Religion
- Auf der Nordseeinsel Spiekeroog wird eine Kirche erbaut. Heute ist die 'Alte Inselkirche' die älteste erhaltene Kirche aller Ostfriesischen Inseln und das Wahrzeichen von Spiekeroog.
- Die während der Wiener Türkenbelagerung 1683 zerstörte Wallfahrtskirche Maria Lanzendorf wird neu errichtet.

## Geboren

### Erstes Halbjahr
- 06. Januar: Friedrich Karl von Hardenberg, deutscher Diplomat und Gartenarchitekt († 1763)
- 06. Januar: Johann Georg Oldekop, deutscher evangelischer Geistlicher († 1758)
- 08. Januar: Étienne Parrocel, französischer Maler († 1775)
- 14. Januar: Emanuel Christian Löber, deutscher Mediziner († 1763)
- 25. Januar: Jakob Friedrich Duttenhofer, Bürgermeister in Nürtingen, Landtagsabgeordneter († 1769)
- 04. Februar: Marco Foscarini, 117. Doge von Venedig († 1763)
- 10. Februar: Johann Arnold Bertram, deutscher Hüttenmeister († 1762)
- 14. Februar: Gottlieb Jenner, Schweizer Jurist und Politiker († 1774)
- 05. März: Giovanni Battista Tiepolo, italienischer Maler des Spätbarock und Rokoko († 1770)
- 06. März: Joseph Anton Feuchtmayer, bedeutender Stuckateur und Bildhauer des Rokoko († 1770)
- 10. März: Ernst Christoph Arnoldi, deutscher Rechtswissenschaftler († 1744)
- 13. März: Louis François Armand de Vignerot du Plessis, Marschall von Frankreich († 1788)
- 13. März: Johann Tilemann, deutscher Hochschullehrer († 1773)
- 17. März: Ludwig Batthyány, ungarischer Hofkanzler und Palatin († 1765)
- 17. März: Johann Christian Dotzauer, deutscher Orgelbauer († 1773)
- 27. März: Antoine Court, französischer Prediger und Glaubenszeuge († 1760)
- 02. April (getauft): Francesca Cuzzoni, italienische Opernsängerin und Händel-Interpretin († 1778)
- 21. April: Francesco de Mura, italienischer Maler († 1782)
- 22. April: Antoinette Amalie, Herzogin zu Braunschweig und Lüneburg und Fürstin von Braunschweig-Wolfenbüttel († 1762)
- 26. April: Michał Fryderyk Czartoryski, Großkanzler von Litauen († 1775)
- 06. Mai: Johann Andreas von Franken-Siersdorf, Generalvikar in Köln († 1754)
- 07. Mai: Eleonore Wilhelmine von Anhalt-Köthen, Prinzessin von Sachsen-Merseburg und Herzogin von Sachsen-Weimar († 1726)
- 09. Mai: Peter Heel, deutscher Bildhauer († 1767)
- 16. Mai: Franziska Christine von Pfalz-Sulzbach, Fürstäbtissin des Stiftes Essen († 1776)
- 31. Mai: Mattia Bortoloni, italienischer Maler († 1750)
- 05. Juni: Franciscus Volckland, deutscher Orgelbauer († 1779)

### Zweites Halbjahr

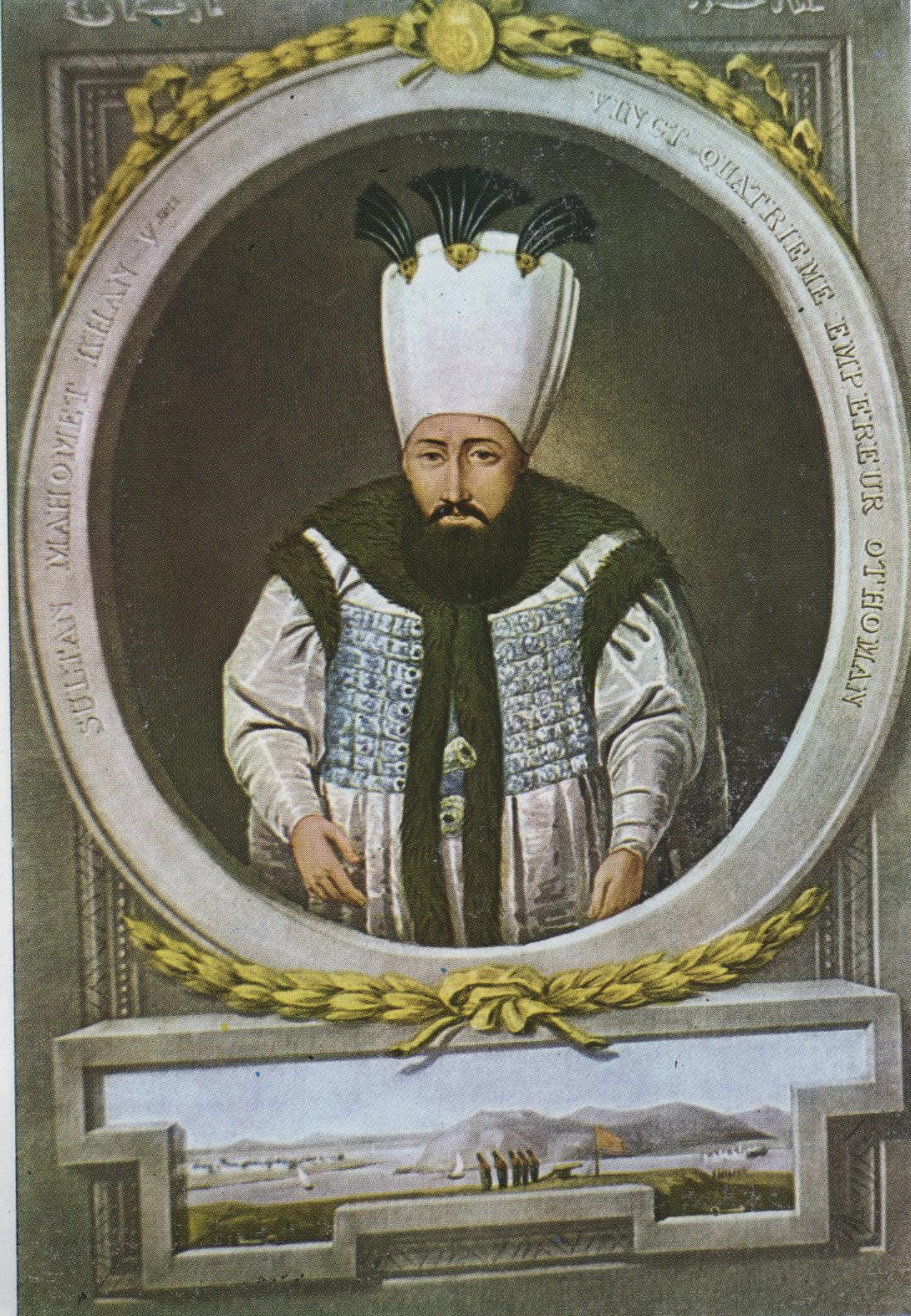
Mahmud I

- 02. August: Mahmud I., Sultan des Osmanischen Reichs († 1754)
- 04. August: Christian August, Herzog von Schleswig-Holstein-Sonderburg-Augustenburg († 1754)
- 04. August: Maria Anna von Bayern, bayerische Prinzessin († 1750)
- 16. August: Marc-Pierre d’Argenson, französischer Adeliger und Minister († 1764)
- 20. August: Josias I., Graf von Waldeck-Bergheim († 1763)
- 26. August: Johann Zacharias Richter, Leipziger Rats- und Handelsherr († 1764)
- 31. August: Johann Paul Kunzen, deutscher Organist und Komponist († 1757)
- 13. September: Johann Caspar Bagnato, Baumeister und Baudirektor der Deutschordensballei Schwaben-Elsass-Burgund († 1757)
- 22. September: Johann Jacob Bindrim, deutscher Bildhauer († um 1775)
- 27. September: Alfonso Maria de Liguori, italienischer Jurist, Bischof und Ordensgründer, der heiliggesprochen und zum Kirchenlehrer erhoben wurde († 1787)

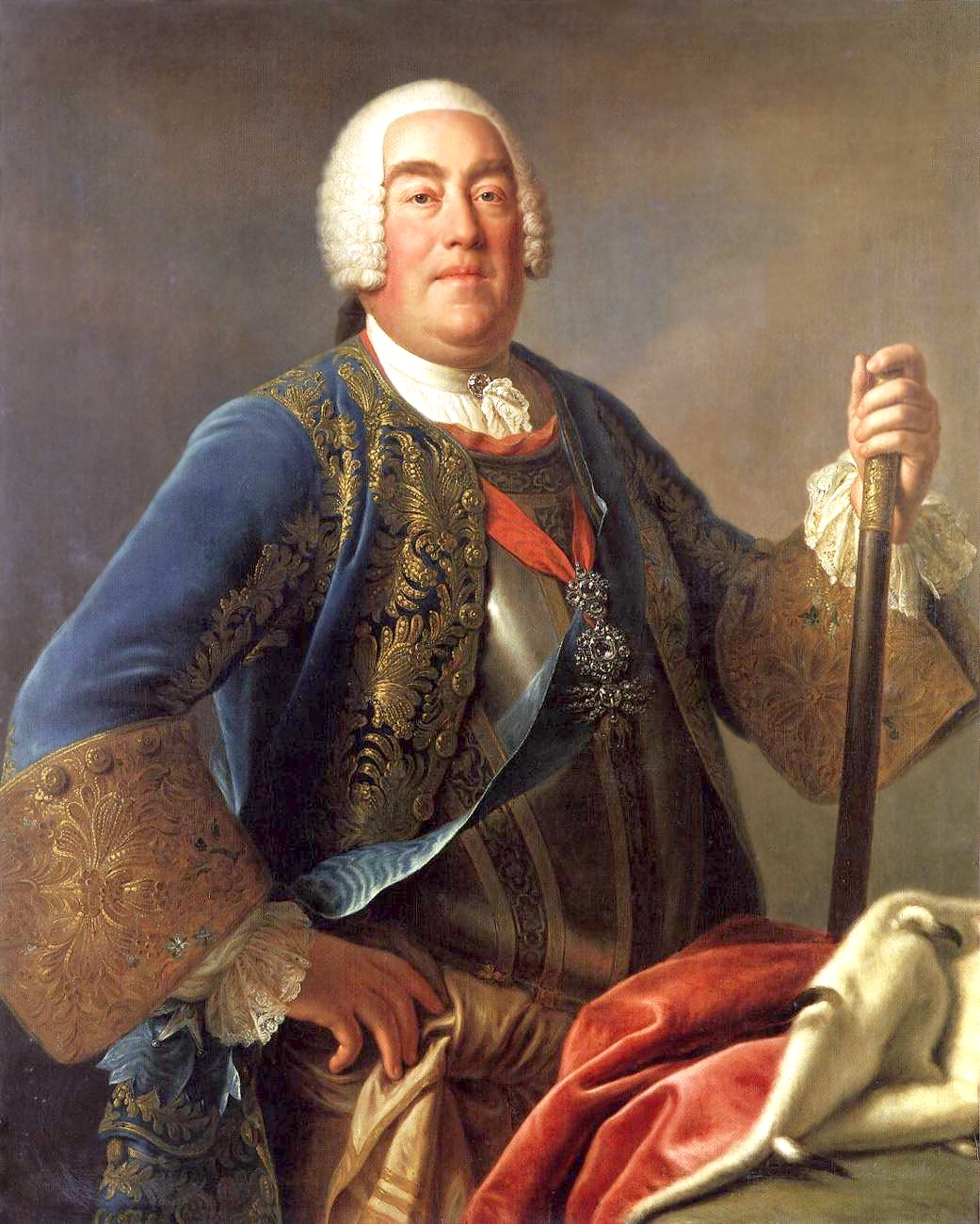
August III.

- 17. Oktober: August III., König von Polen und Kurfürst von Sachsen († 1763)
- 18. Oktober: Gian Pietro Riva, Schweizer Schulleiter und Übersetzer († 1785)
- 21. Oktober: James Fitz-James Stuart, 2. Duke of Berwick, jakobitischer und spanischer Adliger († 1738)
- 28. Oktober: Paolo Fontana, italienischer Architekt († 1765)
- 28. Oktober: Moritz Graf von Sachsen („Marschall von Sachsen“), französischer Feldherr († 1750)
- 15. November: Albrecht Friedrich von Erlach, Schultheiss von Bern († 1788)
- 25. November: Georg von Pfronten-Kreuzegg, bayerischer Kapuziner in Kreuzegg (Pfarrei Pfronten) († 1762)
- 02. Dezember: August Wilhelm Reinhart, deutscher evangelischer Theologe († 1770)
- 13. Dezember: Egid Verhelst der Ältere, flämischer Bildhauer († 1749)
- 21. Dezember: Johann Thomas von Quentel, Priester und Domherr in Köln († 1777)
- 22. Dezember: James Oglethorpe, britischer General und Philanthrop sowie Gründer der Kolonie Georgia († 1785)
- 31. Dezember: Martin Spangberg, dänischer Entdecker in russischen Diensten († 1761)

### Genaues Geburtsdatum unbekannt
- Chajim b. Mose Attar, jüdischer Gelehrter und Kabbalist († 1743)
- David Gregory, englischer Historiker († 1767)
- Anna Maria dal Violin, italienische Violinistin und Geigenpädagogin († 1782)

## Gestorben

### Todesdatum gesichert
- 01. Februar: Johann Peter von Burmann, Politiker und Weihbischof in Köln (* 1642)
- 08. Februar: Iwan V., Zar von Russland (* 1666)
- 16. Februar: Friedrich von Dönhoff, kurbrandenburgisch-preußischer Generalleutnant (* 1639)
- 19. Februar: Giovanni Pietro Bellori, italienischer Antiquar, Bibliothekar, Kunst- und Antikensammler, Kunsttheoretiker und Kunsthistoriker (* 1613)
- 20. Februar: Ambrosius Ferrethi, kaiserlicher Hof-Steinmetzmeister (* 1628)
- 24. Februar: Anna Margaretha Schmidt, Opfer der Hexenverfolgung in Olpe (* 1684)
- 25. März: Heinrich Casimir von Nassau-Dietz, Reichsfürst und Statthalter von Friesland, Groningen und Drenthe (* 1657)
- 17. April: Marie de Rabutin-Chantal, Marquise de Sévigné, französische Adelige und Briefautorin (* 1626)
- 10. Mai: Jean de La Bruyère, französischer Schriftsteller (* 1645)
- 16. Mai: Maria Anna von Österreich, Königin, später Regentin von Spanien (* 1634)
- 23. Mai: Ludwig Ludwig, Abt des Zisterzienserklosters in Ebrach (* 1640)
- 24. Mai: Albertine Agnes von Oranien-Nassau, Fürstin von Nassau-Diez (* 1634)
- 31. Mai: Peter Müller, deutscher Rechtswissenschaftler (* 1640)

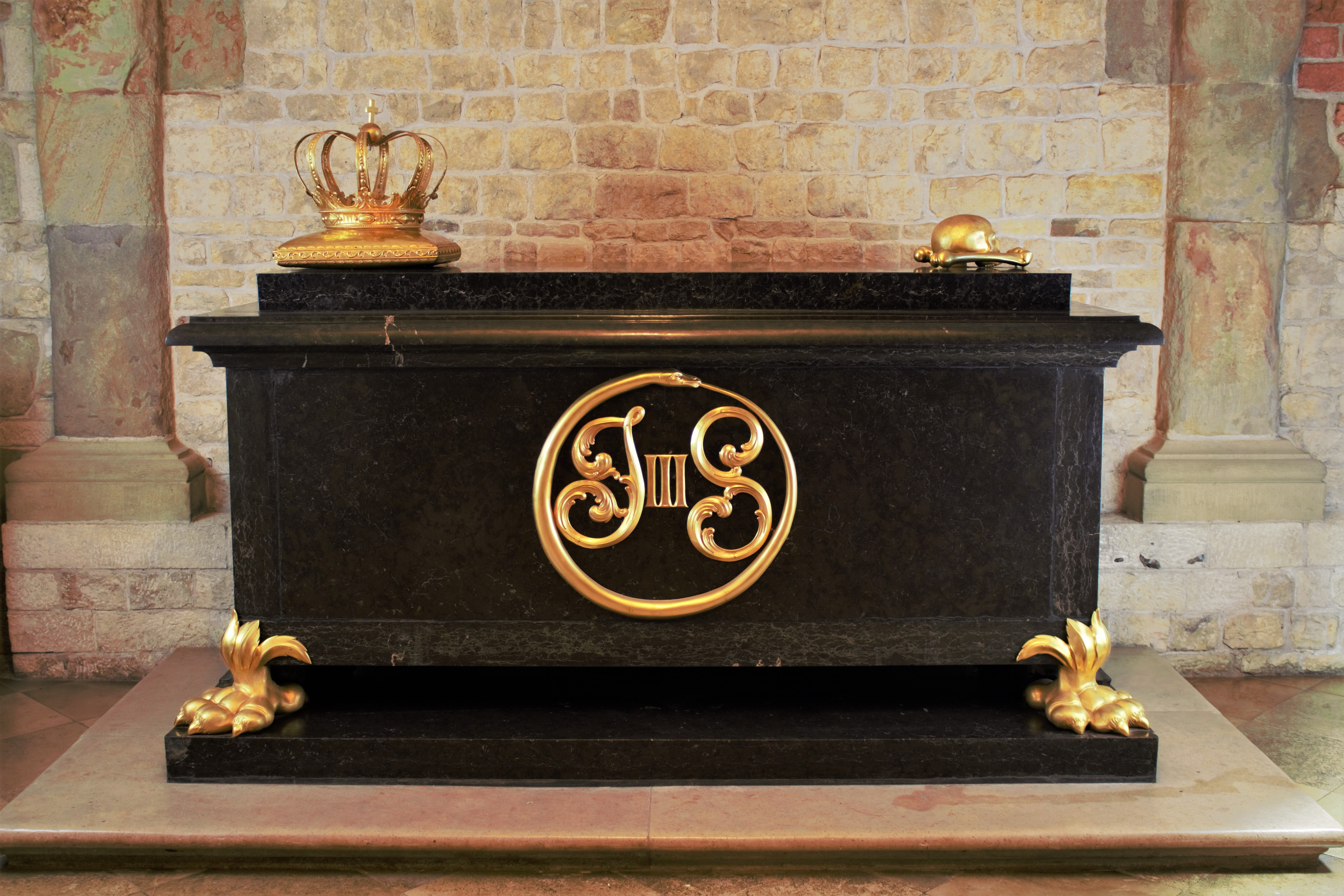
Sarkophag Jan Sobieskis

- 17. Juni: Jan III. Sobieski, König von Polen und Großfürst von Litauen, gilt als Retter von Wien bei der Zweiten Türkenbelagerung (* 1629)
- 25. Juli: Clamor Heinrich Abel, deutscher Komponist, Violinist und Organist (* 1634)
- 28. Juli: Charles Colbert, französischer Diplomat und Außenminister (* 1629)
- 02. August: Robert Campbell of Glenlyon, schottischer Adliger und Militär (* 1630)
- 28. August: Hans Adam von Schöning, kurbrandenburgischer und kursächsischer Feldmarschall (* 1641)
- 07. September: Paul Philipp Röber, deutscher lutherischer Theologe (* 1632)
- 09. September: Eleonore von Sachsen-Eisenach, Markgräfin von Brandenburg-Ansbach und Kurfürstin von Sachsen (* 1662)
- 16. September: Andreas Herold, deutscher Stück- und Glockengießer (* 1623)
- 16. September: Lambert Pietkin, im Hochstift Lüttich wirkender Komponist und Organist (* 1613)
- 25. September: Joachim Kunkler, Bürgermeister von St. Gallen (* 1612)
- 04. Oktober: Artus Gouffier de Roannez, Gouverneur des Poitou und Freund von Blaise Pascal (* 1627)
- 19. Oktober: Johann von Goëss, Bischof von Gurk (* 1612)
- 27. Oktober: Johann Gabriel Löbel, deutscher Glashüttenbesitzer und Hammerherr (* 1635)
- 01. November: Bernhard Rosa, Abt des Zisterzienserklosters Grüssau und bedeutender Reformer seines Ordens (* 1624)
- 04. Dezember: Meishō, 109. Kaiserin von Japan (* 1624)
- 10. Dezember: Johann Christoph Arnschwanger, deutscher Kirchenliederdichter (* 1625)
- 13. Dezember: Georg Matthäus Vischer, Topograph und Geistlicher (* 1628)
- 22. Dezember: Sigmund Ignaz von Wolkenstein-Trostburg, Bischof von Chiemsee (* 1644)
- 27. Dezember: Johann Anton Kirchberger, Schultheiss von Bern (* 1623)
- 27. Dezember: Jacob Lüdecke, deutscher Jurist und Amtmann (* 1625)
- 27. Dezember: Ambrosius Rhodius, deutscher Astrologe und Mediziner (* 1605)
- 31. Dezember: Samuel Annesley, englischer Pastor (* 1620)

### Genaues Todesdatum unbekannt
- Wacław Potocki, polnischer Schriftsteller (* 1621)